# Clearwater County (Minnesota)

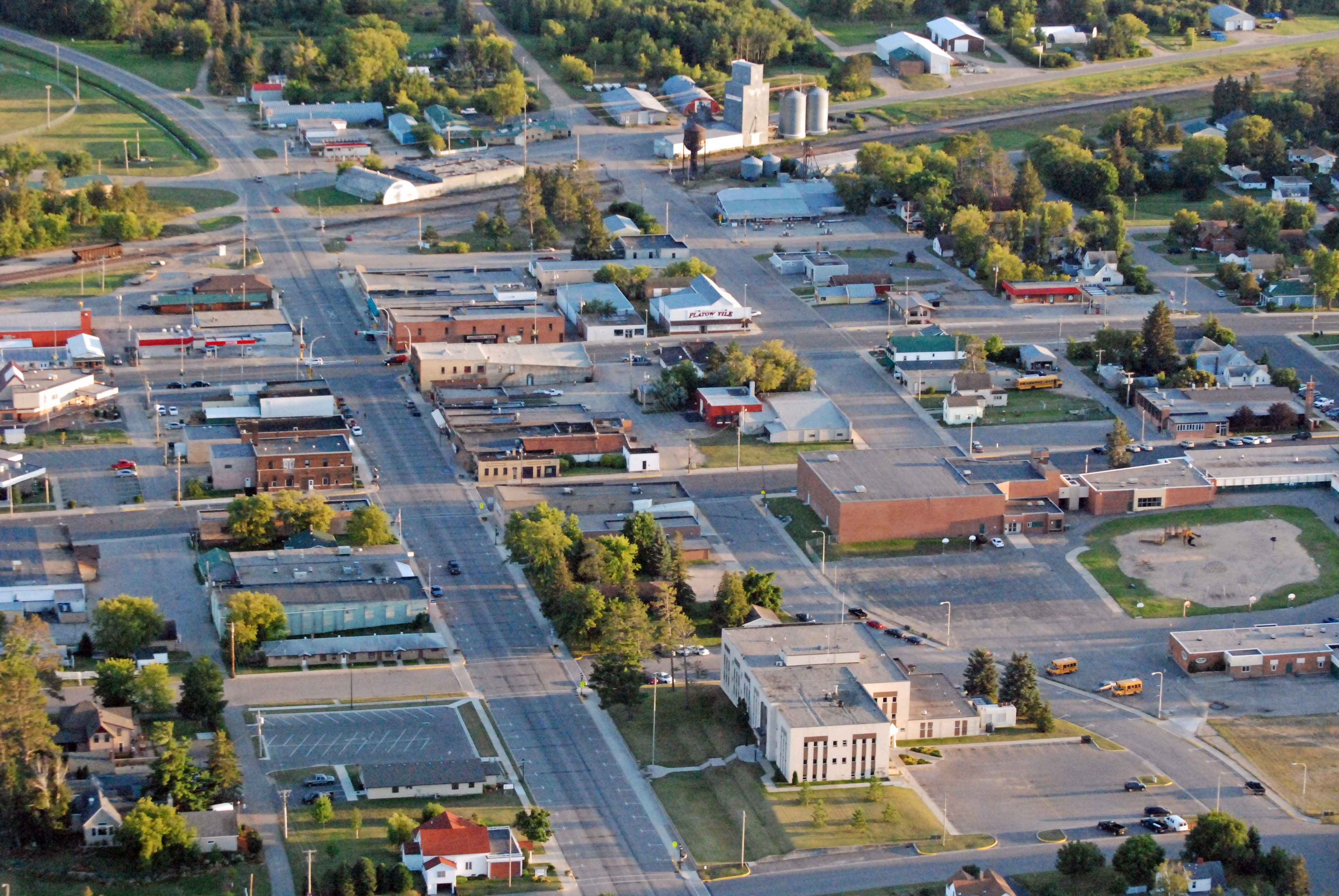
Bagley mit dem Clearwater County Gouvernment Center im Vordergrund

Das Clearwater County ist ein County im US-amerikanischen Bundesstaat Minnesota. Im Jahr 2020 hatte das County 8524 Einwohner und eine Bevölkerungsdichte von 3,3 Einwohnern pro Quadratkilometer. Der Verwaltungssitz (County Seat) ist Bagley, das nach Sumner Bagley, einem Holzfäller, benannt wurde.
Mit der Red Lake Reservation und der White Earth Indian Reservation erstrecken sich zwei Indianerreservate teilweise in das Clearwater County.

## Geografie
Das County liegt im mittleren Nordwesten von Minnesota und hat eine Fläche von 2667 Quadratkilometern, wovon 91 Quadratkilometer Wasserfläche sind.
Im Südosten des Countys befindet sich der Itasca State Park, in dem mit dem Lake Itasca der Quellsee des zunächst in nordöstlicher Richtung fließenden Mississippi liegt. An der nordöstlichen Countygrenze liegt der Red Lake, der durch den das County im Norden durchfließenden Red Lake River entwässert wird. Dabei handelt es sich um einen rechten Nebenfluss des Red River of the North, der zum Stromgebiet des in die Hudson Bay entwässernden Nelson River gehört. Zwischen beiden Flüssen befindet sich die Wasserscheide zwischen dem Golf von Mexiko und dem Arktischen Ozean.

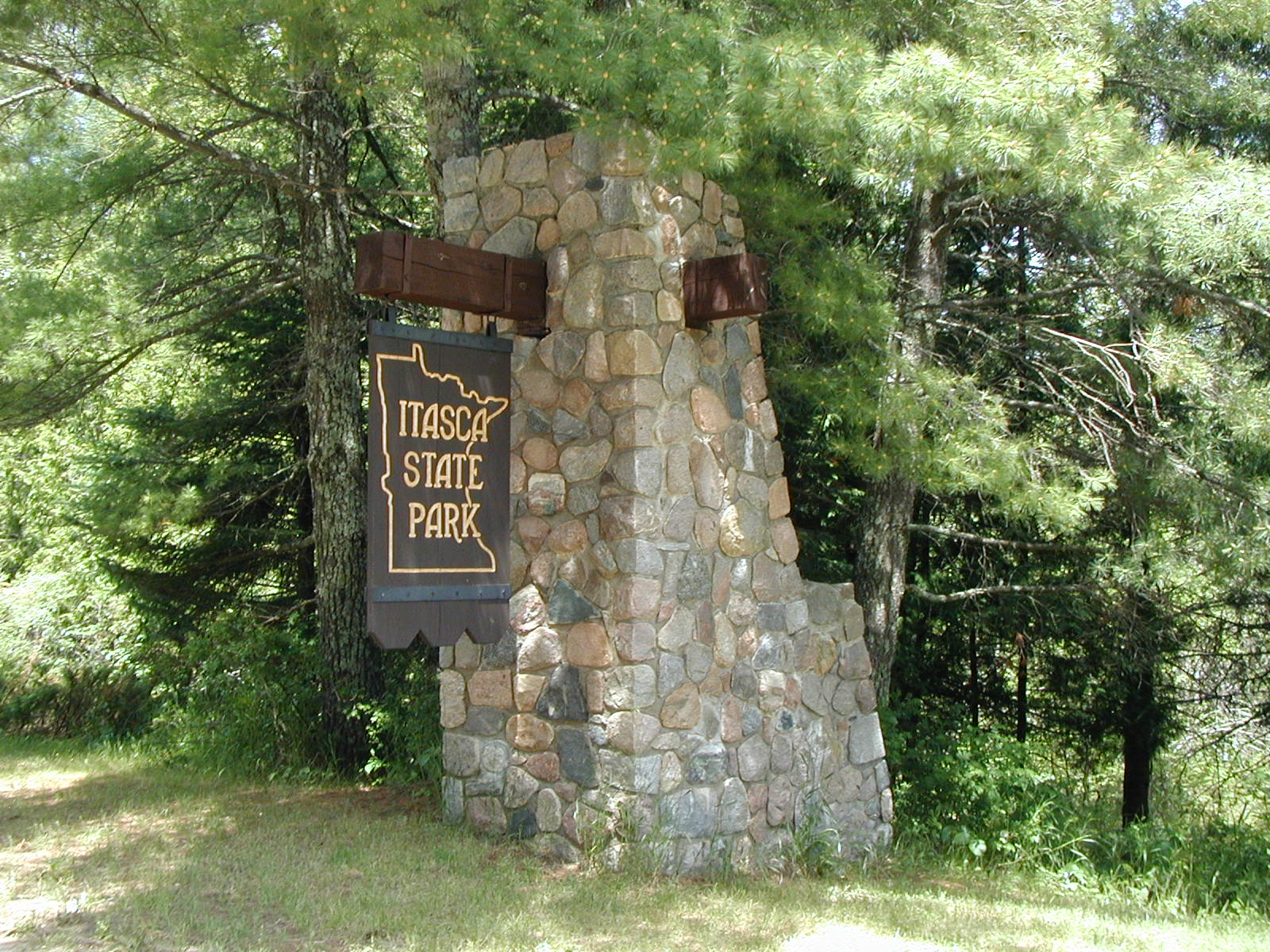
Eingang des Itasca State Park
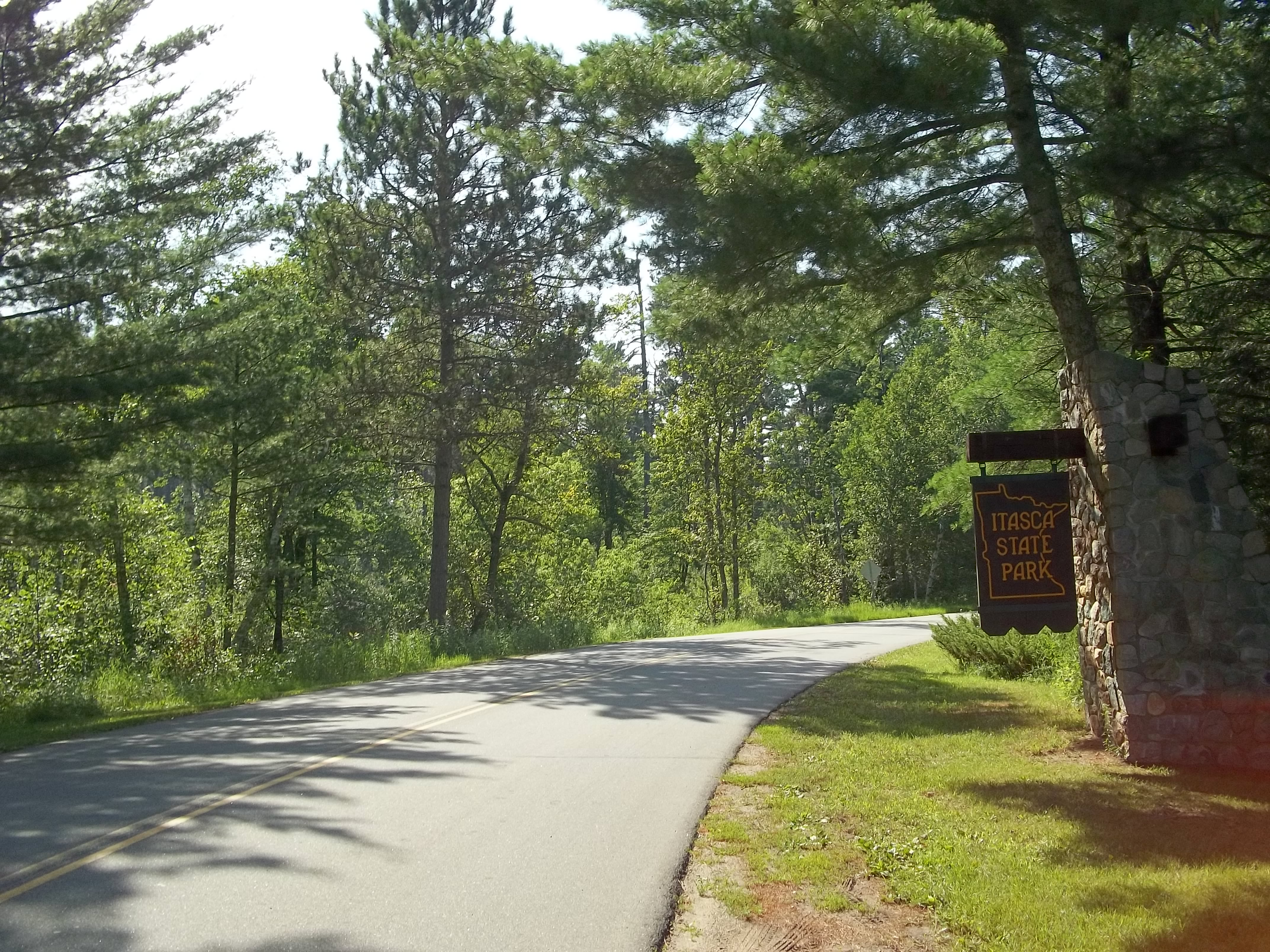
Östlicher Eingang des Itasca State Park
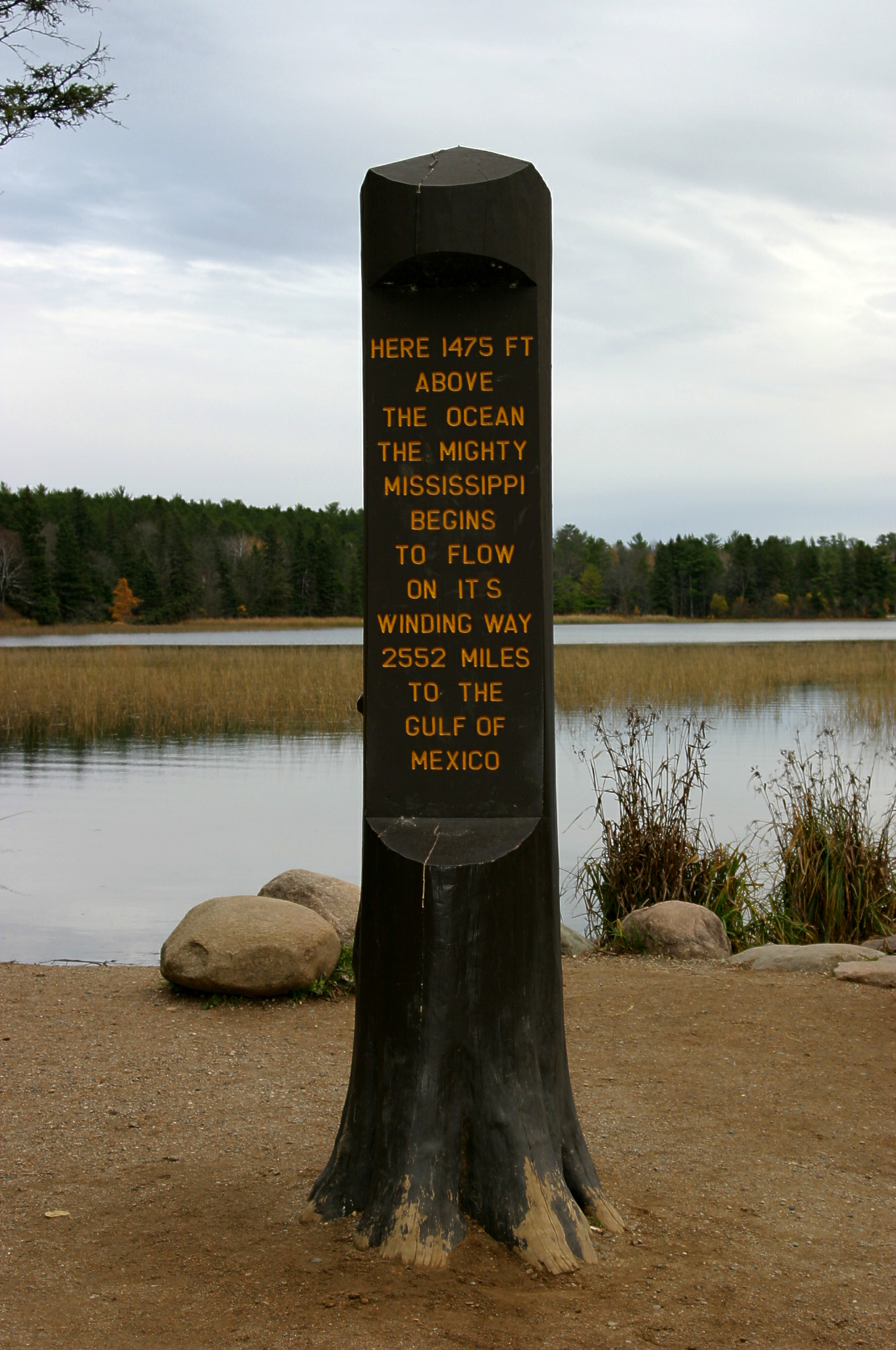
Am Ufer des Lake Itasca
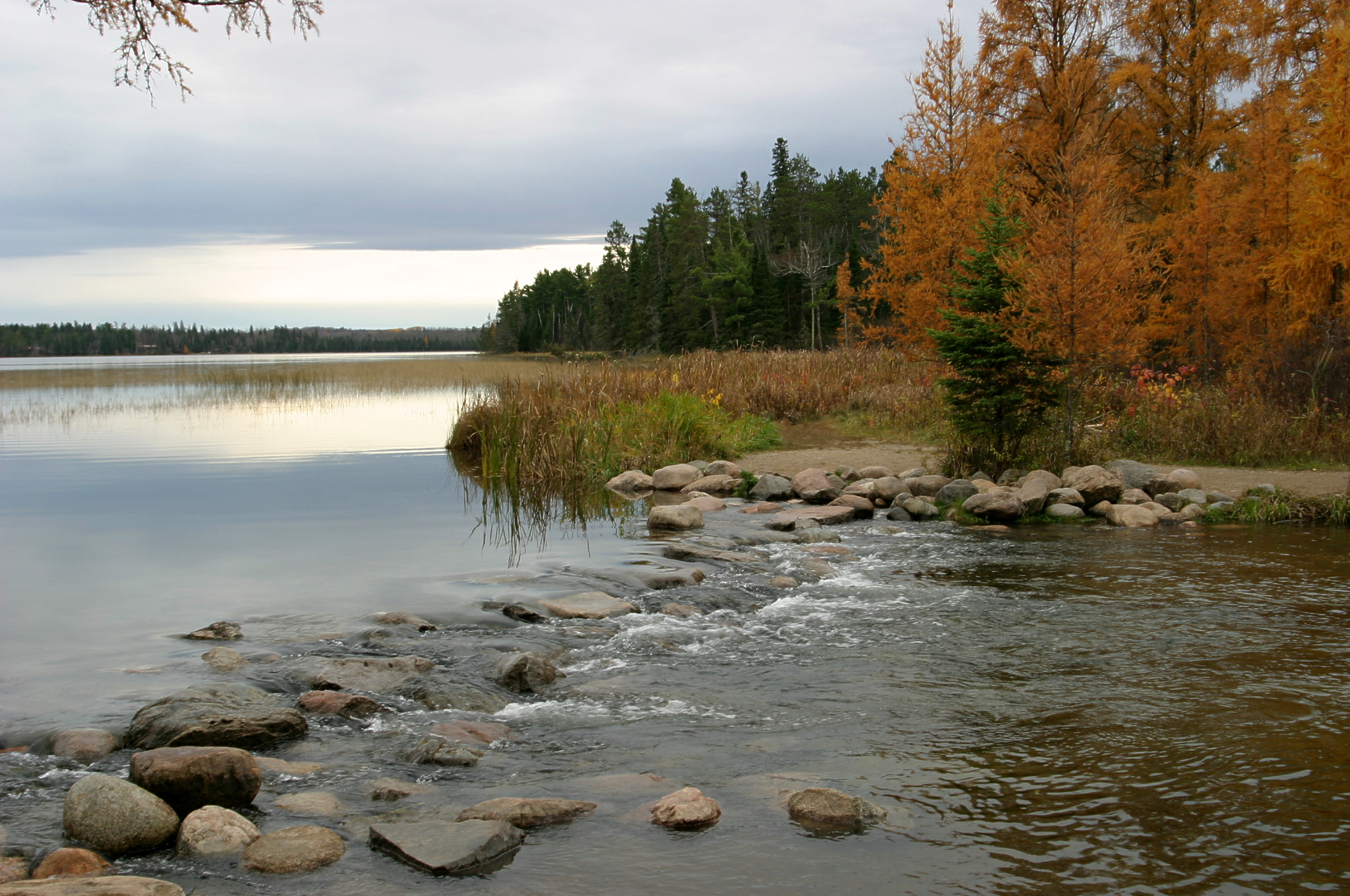
Der Mississippi im Itasca State Park

An das Clearwater County grenzen folgende Nachbarcountys:
| Pennington County |               | Beltrami County |
| Polk County       |               |                 |
| Mahnomen County   | Becker County | Hubbard County  |

## Geschichte
Das Clearwater County wurde am 20. Dezember 1902 aus Teilen des Beltrami County gebildet. Benannt wurde es nach dem Clearwater River und dem Clearwater Lake, welche sich beide innerhalb des Countys befinden.
Fünf Orte im County sind im National Register of Historic Places eingetragen (Stand 28. Januar 2018).

## Demografische Daten
Nach der Volkszählung im Jahr 2010 lebten im Clearwater County 8695 Menschen in 3684 Haushalten. Die Bevölkerungsdichte betrug 3,4 Einwohner pro Quadratkilometer. In den 3684 Haushalten lebten statistisch je 2,31 Personen.
Ethnisch betrachtet setzte sich die Bevölkerung zusammen aus 87,3 Prozent Weißen, 0,5 Prozent Afroamerikanern, 9,0 Prozent amerikanischen Ureinwohnern, 0,3 Prozent Asiaten sowie aus anderen ethnischen Gruppen; 2,9 Prozent stammten von zwei oder mehr Ethnien ab. Unabhängig von der ethnischen Zugehörigkeit waren 1,5 Prozent der Bevölkerung spanischer oder lateinamerikanischer Abstammung.
24,5 Prozent der Bevölkerung waren unter 18 Jahre alt, 56,6 Prozent waren zwischen 18 und 64 und 18,9 Prozent waren 65 Jahre oder älter. 49,8 Prozent der Bevölkerung war weiblich.

Das jährliche Durchschnittseinkommen eines Haushalts lag bei 39.143 USD. Das Pro-Kopf-Einkommen betrug 21.466 USD. 16,2 Prozent der Einwohner lebten unterhalb der Armutsgrenze.

## Ortschaften im Clearwater County
Citys
| - Bagley - Clearbrook - Gonvick | - Leonard - Shevlin |

Census-designated places (CDP)
| - Ebro - Elbow Lake1 - Rice Lake | - Roy Lake2 - South End |

Andere Unincorporated Communities
- Alida
- Berner
- Zerkel

1 – teilweise im Becker County

2 – teilweise im Mahnomen County

## Gliederung
Das Clearwater County ist neben den fünf Citys ist in 22 Townships und zwei Unorganized Territories (UT) gegliedert:
| Township            | Einwohner (2010) | FIPS     |
| ------------------- | ---------------- | -------- |
| Bear Creek Township | 111              | 27-04186 |
| Clover Township     | 113              | 27-12214 |
| Copley Township     | 872              | 27-13150 |
| Dudley Township     | 400              | 27-16462 |
| Eddy Township       | 339              | 27-18008 |
| Falk Township       | 284              | 27-20438 |
| Greenwood Township  | 83               | 27-25910 |
| Hangaard Township   | 5                | 27-26954 |

| Township                | Einwohner (2010) | FIPS     |
| ----------------------- | ---------------- | -------- |
| Holst Township          | 369              | 27-29834 |
| Itasca Township         | 132              | 27-31508 |
| La Prairie Township     | 356              | 27-35630 |
| Leon Township           | 345              | 27-36458 |
| Long Lost Lake Township | 43               | 27-38042 |
| Minerva Township        | 261              | 27-42452 |
| Moose Creek Township    | 230              | 27-43918 |
| Nora Township           | 442              | 27-46438 |

| Township            | Einwohner (2010) | FIPS     |
| ------------------- | ---------------- | -------- |
| North Clearwater UT | 87               | 27-46830 |
| Pine Lake Township  | 414              | 27-51190 |
| Popple Township     | 526              | 27-52018 |
| Rice Township       | 158              | 27-54016 |
| Shevlin Township    | 452              | 27-59800 |
| Sinclair Township   | 164              | 27-60502 |
| South Clearwater UT | 10               | 27-61303 |
| Winsor Township     | 90               | 27-71068 |